# Prinses Sumaya Universiteit voor Technologie
De Prinses Sumaya Universiteit voor Technologie (PSUT, Arabisch: جامعة الأميرة سمية للتكنولوجيا) is een private onderzoeksuniversiteit, gevestigd in Amman, Jordanië. De universiteit heeft geen winstoogmerk en is in handen van de Koninklijke Wetenschappelijke Maatschappij, het leidende instituut voor toegepaste wetenschappen in Jordanië. De universiteit is opgericht in 1991 en is gespecialiseerd in IT, communicatiewetenschappen en elektronica.
In de QS World University Rankings van 2020 staat de Prinses Sumaya Universiteit voor Technologie op een 42ste plaats in de ranglijst voor Arabische landen, waarmee het de 5e Jordaanse universiteit op de lijst is.